# Earl McIntyre
Earl McIntyre (* in Brooklyn, New York City) ist ein US-amerikanischer Jazz-Posaunist, Arrangeur und Komponist. Er spielt außerdem Bassposaune, Euphonium, Tuba und Didgeridoo.

## Leben und Wirken
McIntyre hatte Musikunterricht bei seinem Vater, einem Amateurmusiker; an der High School of Music & Art studierte er dann Posaune u. a. bei John Clark, Jack Jeffers, Alan Raph und Benny Powell; außerdem arbeitete er in dieser Zeit mit dem Komponisten William S. Fischer und dem Tubaspieler Howard Johnson zusammen. Am Mannes College of Music studierte er dann Bassposaune bei Simone Karasick und Tuba bei Thompson Hanks, später auch Arrangement bei Slide Hampton und Bob Brookmeyer.
Seine Musikerkarriere begann er in Anfang der 1970er Jahre als Session- und Studiomusiker bei Gil Evans, Charles Mingus, Taj Mahal, Lester Bowie, The Band, Stevie Wonder, McCoy Tyner, als Tubist und Bassposaunist bei Carla Bley (Social Studies, Live!), im George Russell Orchestra, bei Lou Rawls und bei Cecil Taylor, im Count Basie Orchestra, im Duke Ellington Orchestra und im Thad Jones/Mel Lewis Orchestra, mit dem er über 20 Jahre zusammenarbeitete. Außerdem spielte er beim Auftritt von Miles Davis und Quincy Jones auf dem Montreux Jazz Festival 1991 sowie bei Aufnahmen von Slide Hampton (World of Trombones, 1979), der George Gruntz Concert Jazzband, der Mingus Big Band (Gunslinging Birds 1994), dem Liberation Music Orchestra, Chico O’Farrill, Renée Manning und vielen anderen Künstlern im Bereich des Jazz und Pop mit. Zu hören ist er auch auf Joe Daleys Album The Seven Deadly Sins (2010).
Als Gastdirigent arbeitete er zudem mit der Brooklyn Philharmonic und schrieb Kompositionen für die Musiker der Brooklyn Initiative Big Band, einer Organisation, die von Lester Bowie, Oliver Lake und anderen gegründet worden war. McIntyre war auch künstlerischer Leiter des Stücks Ragtime to Broadway in der New Yorker Town Hall.
Außerdem arrangierte und orchestrierte er Aufnahmen von unterschiedlichen Künstlern wie Roberta Flack, Luther Vandross, Lester Bowie’s Brass Fantasy, Johnny Copeland, Renée Manning, dem Mel Lewis Orchestra, der Mingus Big Band, Elvis Costello, Steve Turré, Bob Stewart, Jon Faddis, dem Art Ensemble of Chicago, für das er Bigband-Orchester und small group Kompositionen arrangierte. Daneben arrangierte und leitete er das Projekt Lester Bowie’s Brooklyn Works (Behind The Rainbow). Er schrieb ein längeres Werk für Nat Adderley und Jazz Orchester, das auf dem Cannonball Adderley Festival in Tallahassee aufgeführt wurde und schrieb Arrangements für McCoy Tyner und die Brooklyn Philharmonic sowie für das J. J. Johnson Brass Orchestra, für das er auch als künstlerischer Leiter arbeitete.
In seiner Tätigkeit am Brooklyn Konservatorium arbeiteten Earl McIntyre und Renée Manning mit einem Jazzensemble-Projekt (Unsung Heroes), das Kompositionen von McIntyre, Manning und unbekannten afrikanischen Komponisten spielte.
Für seine Verdienste in der Ausbildung und für Komposition erhielt Earl McIntyre den National Endowments of the Arts verliehen. Weitere Preise verlieh ihm der New York State Council of the Arts, das Programm Meet the Composer; außerdem wurde er von der National Academy of Recording Arts & Sciences zum Most Valuable Player of The Year nominiert.
Er lehrte an der Long Island University, der  New School for Social Research und an der SUNY in Purchase. Aktuell arbeitet er als Produzent für die Reihe Jazz at The Conservatory am Brooklyn Conservatory, in der Künstler wie Jimmy Heath, Benny Golson und Roy Hargrove vorgestellt werden.

## Diskographische Hinweise
- Taj Mahal (1972). Happy Just to Be Like I Am (Columbia)
- The Band (1972). Rock of Ages (Capitol)
- Thad Jones with Mel Lewis (1975). New Life: Dedicated to Max Gordon (A & M)
- David Fathead Newman (1977). Keep the Dream Alive (Prestige)
- McCoy Tyner (1977). Inner Voices (Milestone)
- Cecil Taylor (1986). Olu Iwa (Soul Note)
- Mel Lewis Jazz Orchestra (1988). Definitive Thad Jones, Vol. 1 & 2 (Music Masters):
- Miles Davis/Quincy Jones (1991). Miles & Quincy Live at Montreux (Warner Bros):
- Cecil Bridgewater (1992). I Love Your Smile (Blue Moon)
- Howard Johnson (1995). Gravity!!! (Verve)
- Chico OFarrill (1995). Pure Emotion (Milestone)
- Mingus Big Band (1995). Gunslinging Bird (Dreyfus)
- Mingus Big Band (1997). Que Viva Mingus! (Dreyfus)
- George Gruntz Concert Jazz Band (2001). Global Excellence (TCB)
- Lester Bowie Brass Fantasy (2003). When the Spirit Returns (Dreyfus)
- Mingus Big Band (2005). Am Three (Sunnyside)